# Luszniewo
Luszniewo (biał. Люшнева, ros. Люшнево, hist. Luszniew, Łuszniewo) – wieś na Białorusi, w rejonie baranowickim obwodu brzeskiego, u źródeł rzeki Issy, około 22 km na północny zachód od Baranowicz.
Siedziba parafii prawosławnej pw. Zaśnięcia Matki Bożej.

## Historia
Najstarsza znana dziś wzmianka o Luszniewie pochodzi z 1510 roku. Należała wtedy do Sanguszków herbu Pogoń Litewska. W II połowie XVI wieku właścicielem wsi był Aleksander Sanguszko, syna Andrzeja (zm. w 1560 roku) i Anny z Chreptowiczów (zm. w 1545 roku). Po jego śmierci w 1565 roku własność majątku przeszła na drugą żonę jego ojca, Bohdanę Mścisławską (1478–1565), a po jej rychłej śmierci, na jej córkę, przyrodnią siostrę Aleksandra, Annę Sanguszkównę (zm. w 1570 roku), żonę Mikołaja Sapiehy. Po śmierci Mikołaja w 1599 roku dobra Luszniewa przeszły w ręce rodziny Wołłowiczów, najprawdopodobniej drogą spadku: córka Mikołaja z drugiego małżeństwa, z Anną Wiśniowiecką (1556–1595), Halszka Sapieżanka wyszła za Samuela Wołłowicza (1566–1626), kasztelana nowogródzkiego. Majątek ten pozostawał w rękach rodziny Wołłowiczów przez kolejne około 340 lat. Córka ostatnich z tej linii, Kazimierza i Elżbiety z Dowgiałłów, Maria Wołłowiczówna wyszła w 1936 roku za Jana Domańskiego. Byli to ostatni właściciele tych okrojonych już dóbr (w drugiej połowie XIX wieku liczyły one 2203 dziesięciny).
Przed rozbiorami wieś szlachecka Luszniewo leżała w powiecie słonimskim województwa nowogródzkiego Rzeczypospolitej. Po II rozbiorze Polski znalazło się na terenie ujezdu słonimskiego, należącego do guberni słonimskiej (1796), litewskiej (1797–1801), a później grodzieńskiej Imperium Rosyjskiego. Po ustabilizowaniu się granicy polsko-radzieckiej w 1921 roku Luszniewo wróciło do Polski, stało się centrum (ale siedzibą została Mołczadź) gminy Łuszniewo, w powiecie słonimskim województwa nowogródzkiego. We wrześniu 1921 roku gminę Łuszniewo przemianowano na gminę Mołczadź, od 1945 roku wieś znajduje się na terenie w ZSRR, od 1991 roku – na terenie Republiki Białorusi. Do 1962 roku była siedzibą sielsowietu, później, do 2013 roku należała do sielsowietu Cieszewla, obecnie – do sielsowietu Nowa Mysz.
W pobliżu dworu w XIX wieku stała kaplica katolicka, od 1867 (1865, 1870) roku istniała we wsi również cerkiew prawosławna pw. Zaśnięcia NMP. Losy kaplicy są nieznane, możliwe, że została przekształcona w tę cerkiew. W czasach sowieckich, dzięki oporowi lokalnych mieszkańców, cerkiew nie została zburzona, miała zostać przekształcona na muzeum lub teatr. Ponieważ nie została przekształcona, w 1961 roku zamknięto ją i przekształcono na magazyn. Część wyposażenia cerkwi została ukryta przez lokalną ludność. Obecnie cerkiew jest odrestaurowana.
W 1886 roku, oprócz cerkwi, we wsi istniała szkoła powszechna (otworzona w 1863 roku), młyn, tartak i karczma. We wsi mieszkało 572 mieszkańców. W 1901 roku w szkole uczyło się 80 dzieci. W 1921 roku w folwarku było 9 budynków, mieszkało w nim 72 osób (w całej wsi – 332 mieszkańców). W 2009 roku Luszniewo liczyło 293 mieszkańców.
Obecnie we wsi działają warsztaty mechaniczne, zakład weterynaryjny, poczta, dwa sklepy, szkoła podstawowa, klub, biblioteka, przedszkole i punkt felczersko-akuszerski.
We wsi stoi pomnik poległych radzieckich żołnierzy i partyzantów. Niedaleko wsi (1800 m na południowy wschód od jej centrum) stoi kurhan, prawdopodobnie średniowieczny.

## Dawny dwór

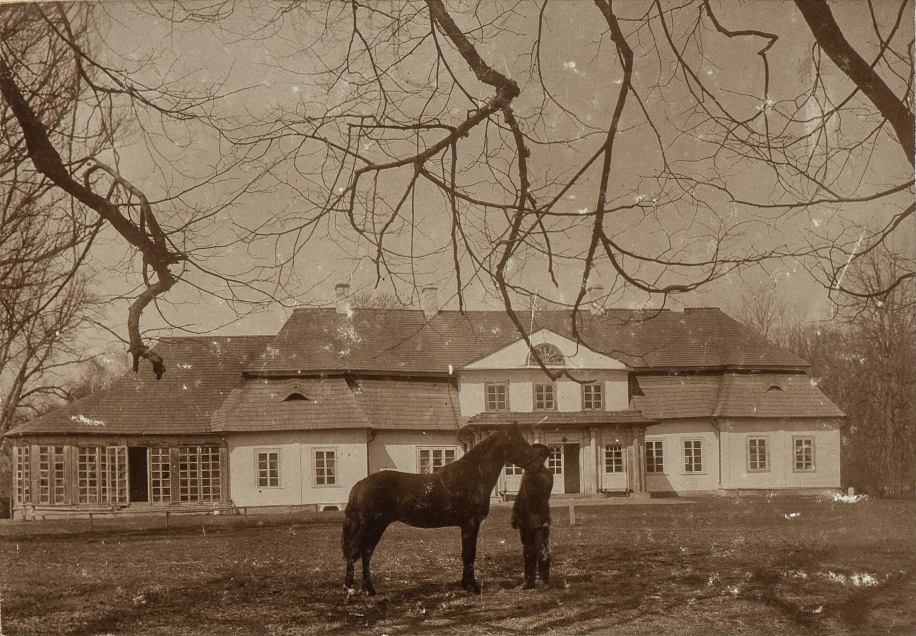
Dwór Wołłowiczów w 1917 roku

Pierwszy dwór istniał we wsi już w 1599 roku. W XVII wieku Wołłowiczowie wybudowali tu nowy, piękny, wielki dwór. Był to budynek na planie szerokiego prostokąta, jedenastoosiowy, z trójosiową częścią środkową podwyższoną o facjatę, z balkonem, pod którym znajdował się ryzalit, którego kolumienki wspierały balkon. 
Elewacja ogrodowa miała podobną formę. Do środkowego ryzalitu przylegał taras. Dwór był przykryty bardzo wysokim, łamanym dachem gontowym, z czterema symetrycznie rozmieszczonymi kominami. Od lewej strony do dworu przylegał całkowicie oszklony ogród zimowy, którego sufit i dach były dźwigane przez dwie kolumny. Wnętrze dworu było dwutraktowe, amfiladowe. 
Stojąca obok oficyna miała podobny wygląd do domu mieszkalnego. Dwór stał wśród rozległego parku, poprzedzielanego alejami lipowymi. W parku stała altana, park przechodził w duży ogród warzywny z cieplarnią. W ramach skomplikowanego systemu melioracyjnego były stawy rybne i młyn wodny.
Dwór w prawie pierwotnym kształcie zachował się do XX wieku. Spłonął w 1936 roku, pozostałe zabudowania zostały zniszczone w późniejszym czasie. Dziś po zabudowaniach nie ma śladu, pozostały resztki parku.
Majątek w Luszniewie jest opisany w 2. tomie Dziejów rezydencji na dawnych kresach Rzeczypospolitej Romana Aftanazego.